# أريغارون مجري
أريغارون مجري (الاسم العلمي: Erigeron hungaricus) هو نوع من النباتات يتبع جنس الأريغارون من الفصيلة النجمية.